# گورستان تنگ شوشکی
قبرستان تنگ شوشکی مربوط به سده‌های میانه تا متاخر دوران‌های تاریخی پس از اسلام است و در شهرستان کنارک، بخش زرآباد، ۷۰ کیلومتری شمال غرب جهلو، منطقه بارچک واقع شده و این اثر در تاریخ ۲۶ اسفند ۱۳۸۷ با شمارهٔ ثبت ۲۵۹۰۵ به‌عنوان یکی از آثار ملی ایران به ثبت رسیده است.